# ادوارد فیتزجرالد
ادوارد فیتزجِرالد (به انگلیسی: Edward FitzGerald) (زادهٔ ۳۱ مارس ۱۸۰۹ – درگذشتهٔ ۱۴ ژوئن ۱۸۸۳)، شاعر و نویسنده‌ای انگلیسی بود که بیشتر به‌خاطر خَلق نخستین و معروف‌ترین ترجمهٔ رباعیات خیام به زبان انگلیسی شناخته می‌شود. او برپایه همین ترجمه موفق و ماندگار از رباعیات خیام، تا هنوز محبوبیت خود را در جهان غرب از دهه ۱۸۶۰ میلادی حفظ کرده‌است.

## زندگی
ادوارد فیتزجرالد در ۳۱ مارس ۱۸۰۹ در بردفیلد هاوس، وودبریج، سافک انگلستان در خانوادهٔ بریتانیایی مرفّهی زاده شد. پدرش جان پرسل (پورسِل)، فرزند پزشکی ایرلندی بود که تبارش به اولیور کرامول می‌رسید. مادرش مری فرانسیس فیتزجِرالد پرسِل (پورسِل)، دختر اشراف‌زاده‌ای دیگر از نوادگان ارل‌های کیلدر و دخترعموی جان پرسِل (پورسِل) بود. والدینِ مادرش هم عموزادهٔ درجه‌اول یکدیگر بودند، و در اشاره به این خویشاوندی است که فیتزجِرالد در جایی گفته‌است: «ما فیتزجِرالدها همه دیوانه‌ایم.»
ادوارد فیتزجِرالد هفتمین نفر از هشت فرزند و بااستعدادترینِ همه بود، و در اوج رفاه بزرگ شد. او در سال ۱۸۳۰ از دانشگاه کمبریج فارغ‌التحصیل شد.
فیتزجرالد، علی‌رغم دوستان زیاد، فردی تنها و منزوی بود، و این حالاتی بود که احتمالاً در انتخاب رباعی‌های خیام برای ترجمه اثر داشت، زیرا درون‌مایهٔ بی‌ثباتی و گذرا بودنِ زندگی در ترجمه‌های او به چشم می‌خورد.
فیتزجرالد گیاه‌خوار نیز بود و طبیعت را بسیار دوست می‌داشت.
فیتزجرالد در سال ۱۸۵۹ رباعیات خیام را به انگلیسی ترجمه کرد، و این کارِ وی سهم بسزایی در آشنا کردن غربی‌ها با خیام داشت. اما فیتزجرالد در ترجمه‌هایش چهره‌ای حقیقی از خیام به دست نمی‌دهد. این گفتهٔ خودِ فیتزجرالد است که می‌گوید: «شک دارم که جز ترجمه‌ای بس یک‌سویه از عمر خیام به دست داده‌باشم؛ لیکن آنچه من انجام می‌دهم فقط به‌صورت حبابی در سطح آب پدید می‌آید و می‌شکند.»
مدرکی وجود ندارد که فیتزجرالد مذهبی بوده یا نه. درواقع، چنین می‌نماید که فیتزجرالد دیدی منفی نسبت به مذهب داشته و رفتن از پی دین را غیرمناسب با شرایط خود می‌دید. علی‌رغم آن‌که برادرش جان، واعظی مذهبی به‌شمار می‌رفت.

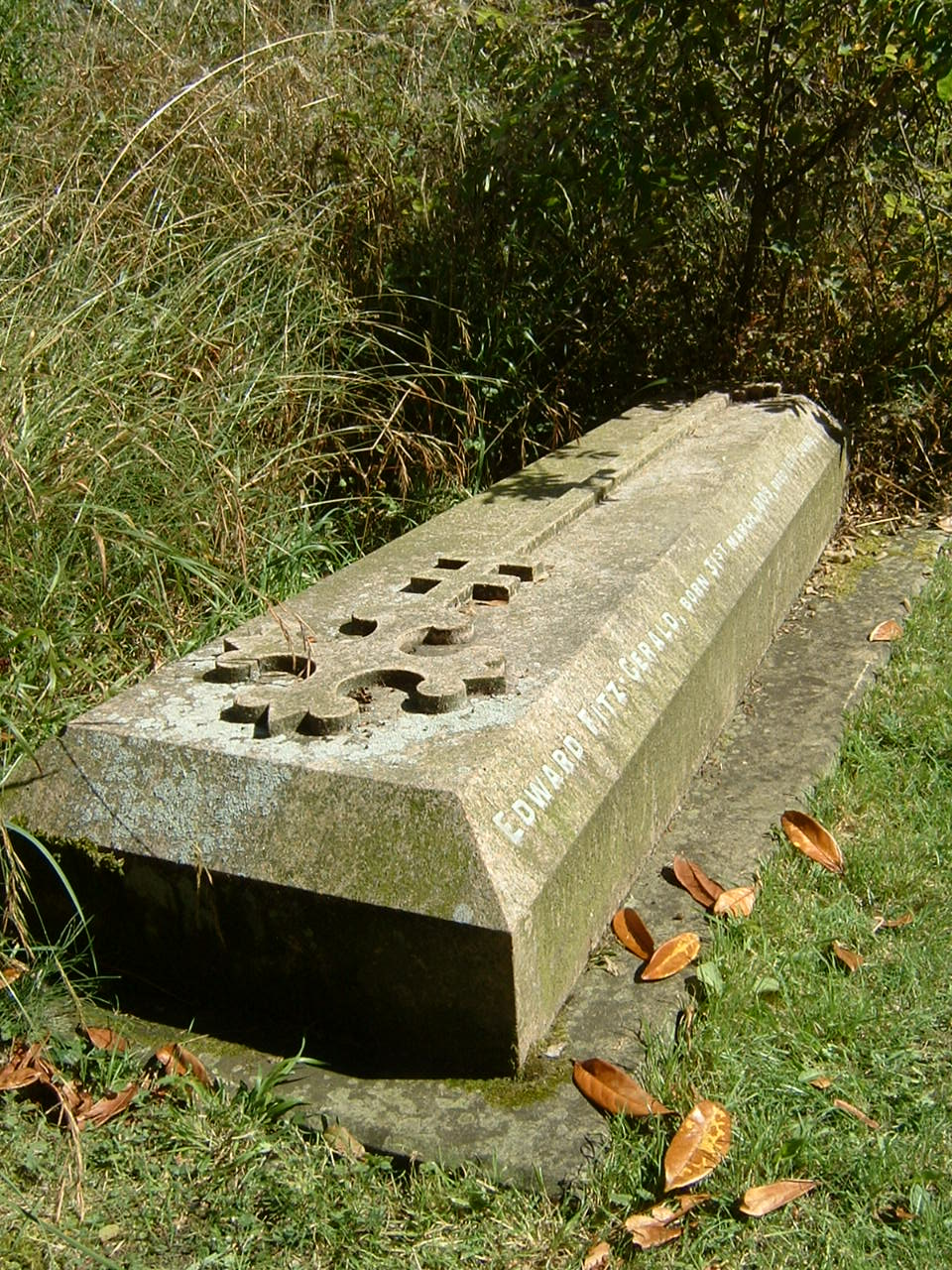
سنگ قبر ادوارد فیتزجرالد در بولج

## نگارخانه نمونه تصاویر به‌کار رفته در نسخه‌های متفاوت ترجمه رباعیات خیام درآنگلوسفر

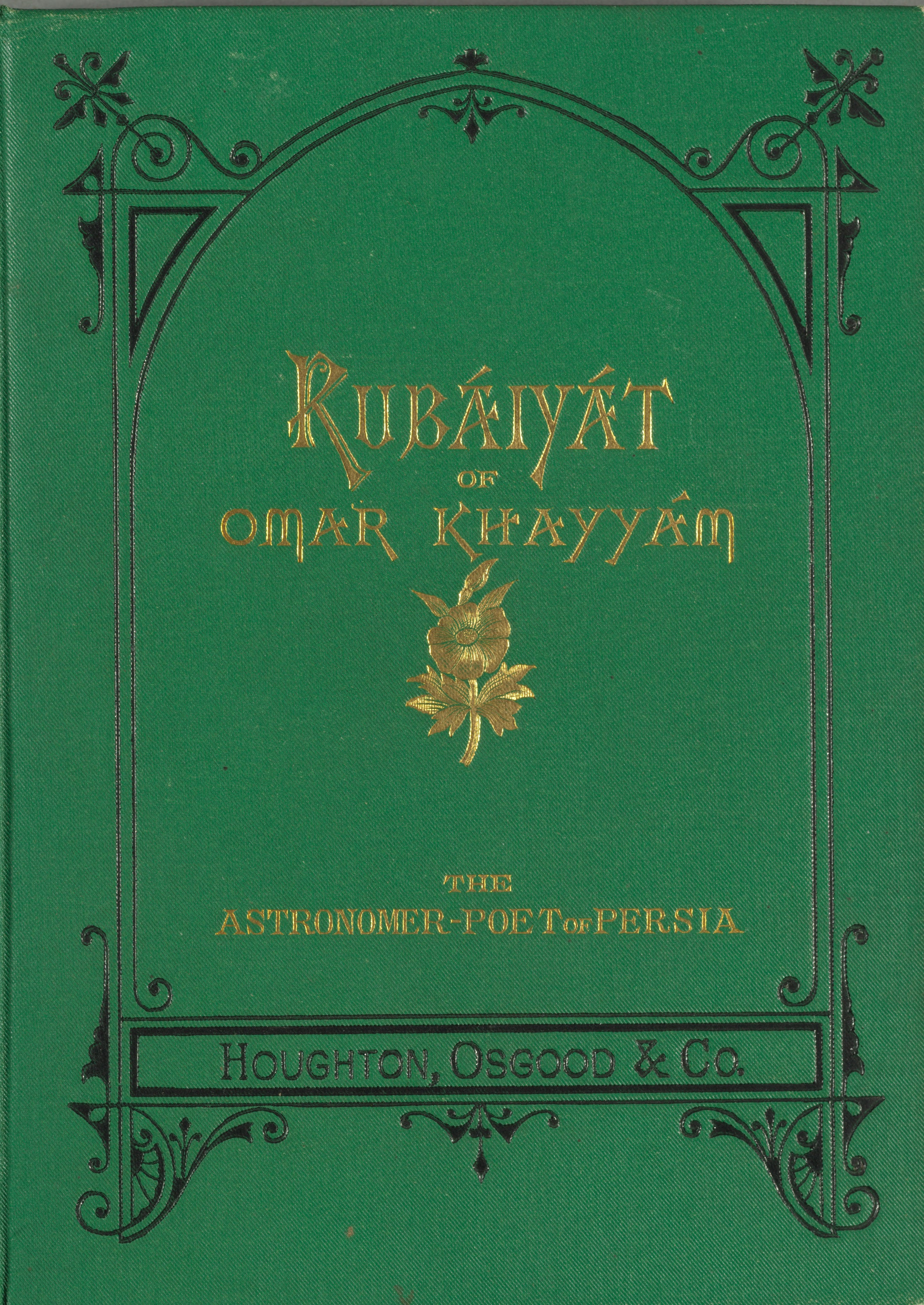
تصویر جلد اولین ترجمه نسخه آمریکایی
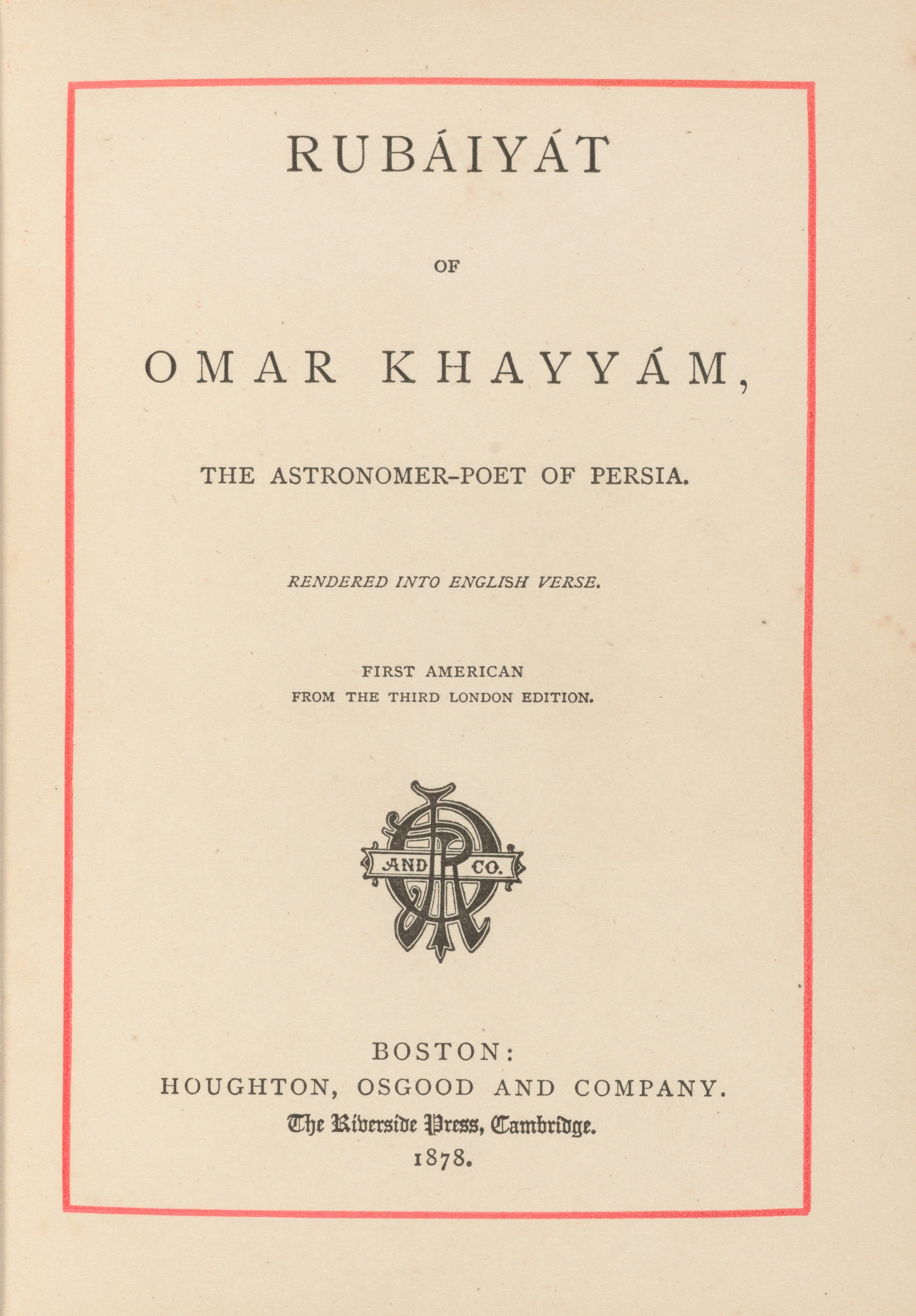
صفحه تیتر اولین نسخه ویرایش آمریکایی ترجمه او از عمر خیام. ۱۸۷۸
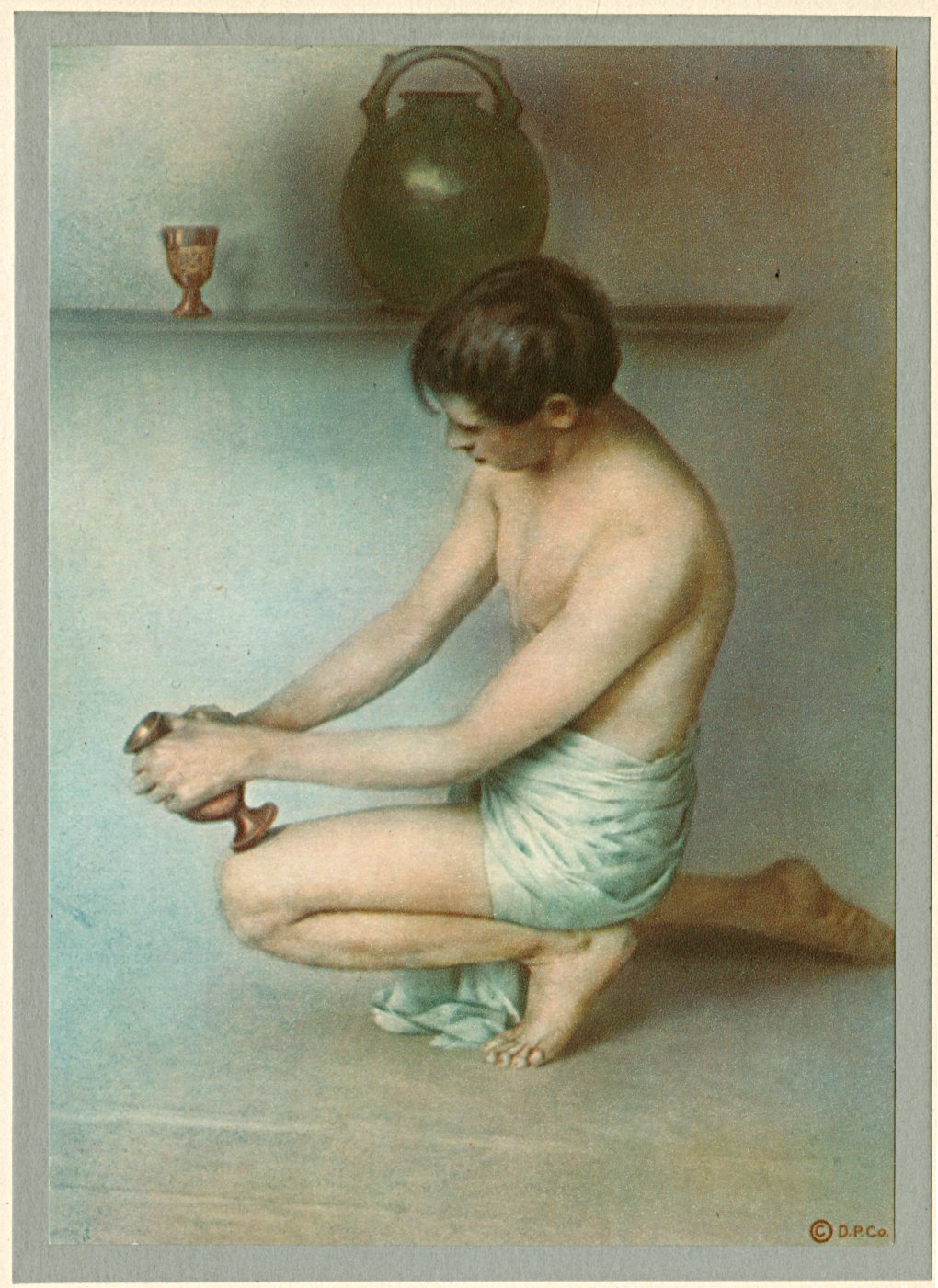
تصویری استفاده شده از نسخه‌های انگلیسی ترجمه انگلیسی رباعیات خیام با نام «آیا دست کوزه گر لرزید؟» کشیده شده توسط Adelaide Hanscom Leeson
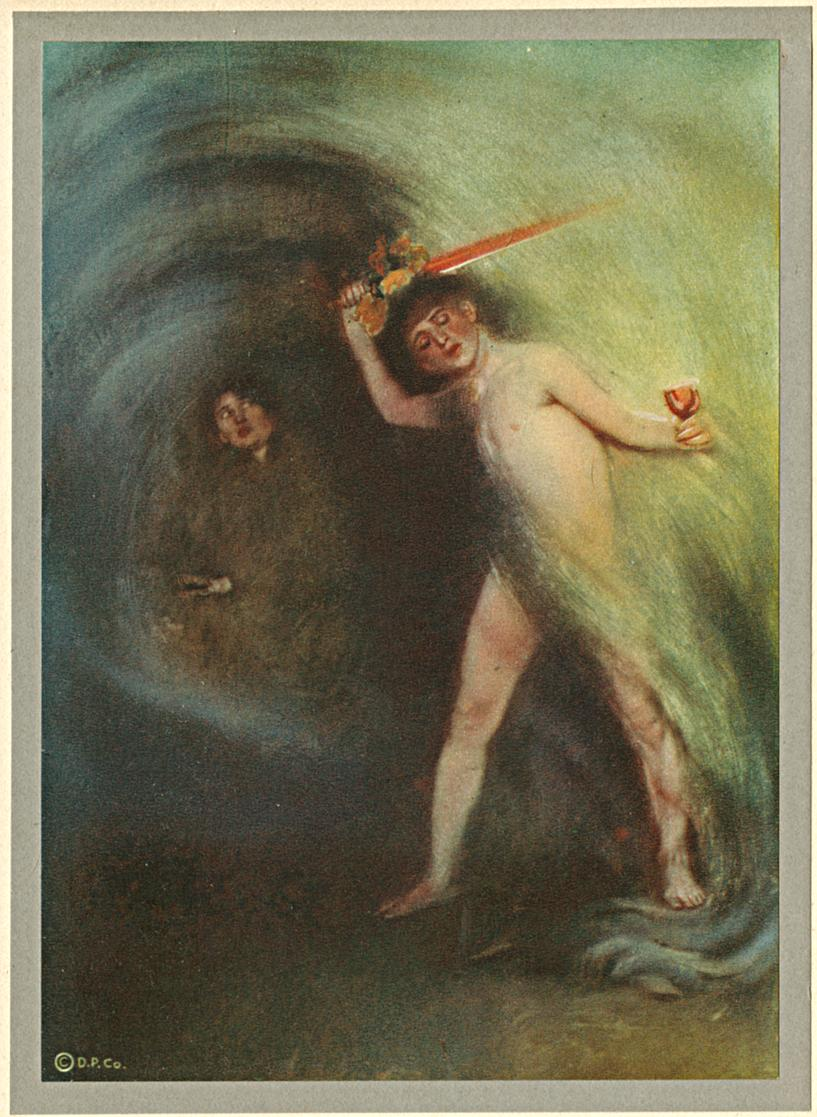
آدلاید هانسکام لیسون
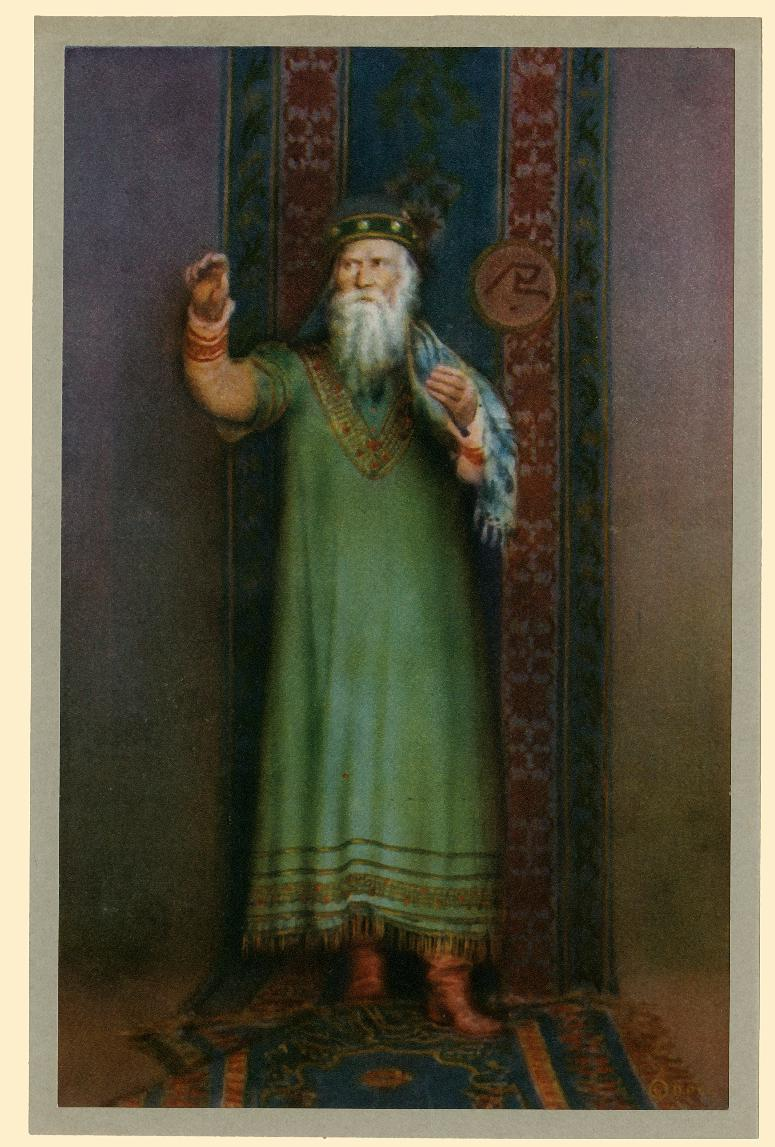
آدلاید هانسکام لیسون
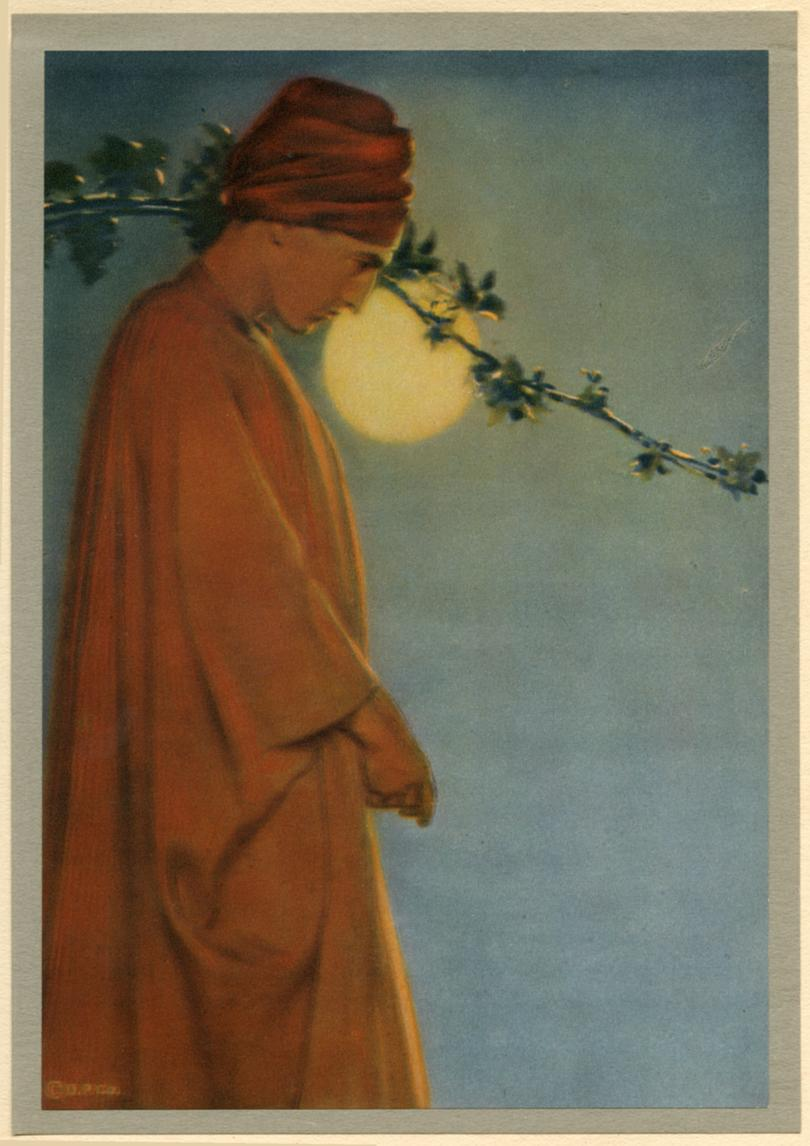
آدلاید هانسکام لیسون
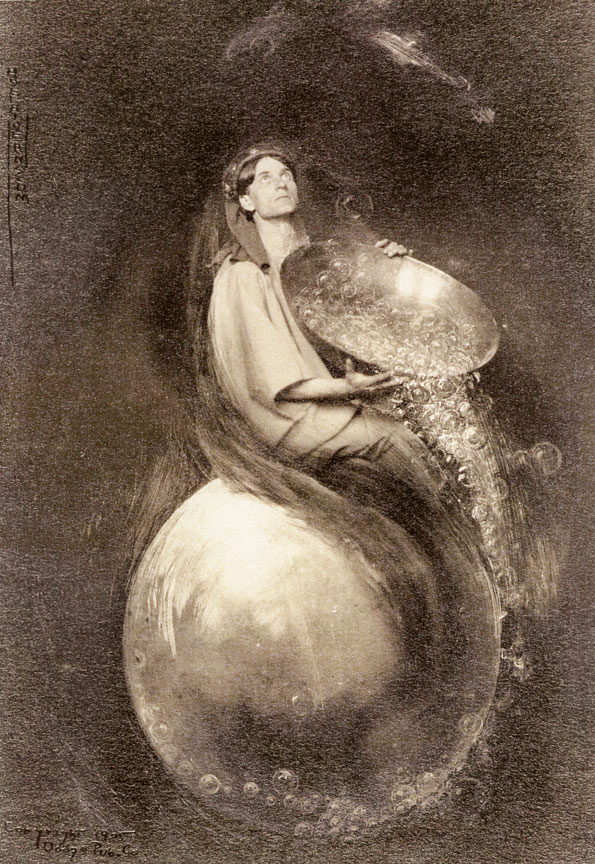
آدلاید هانسکام لیسون
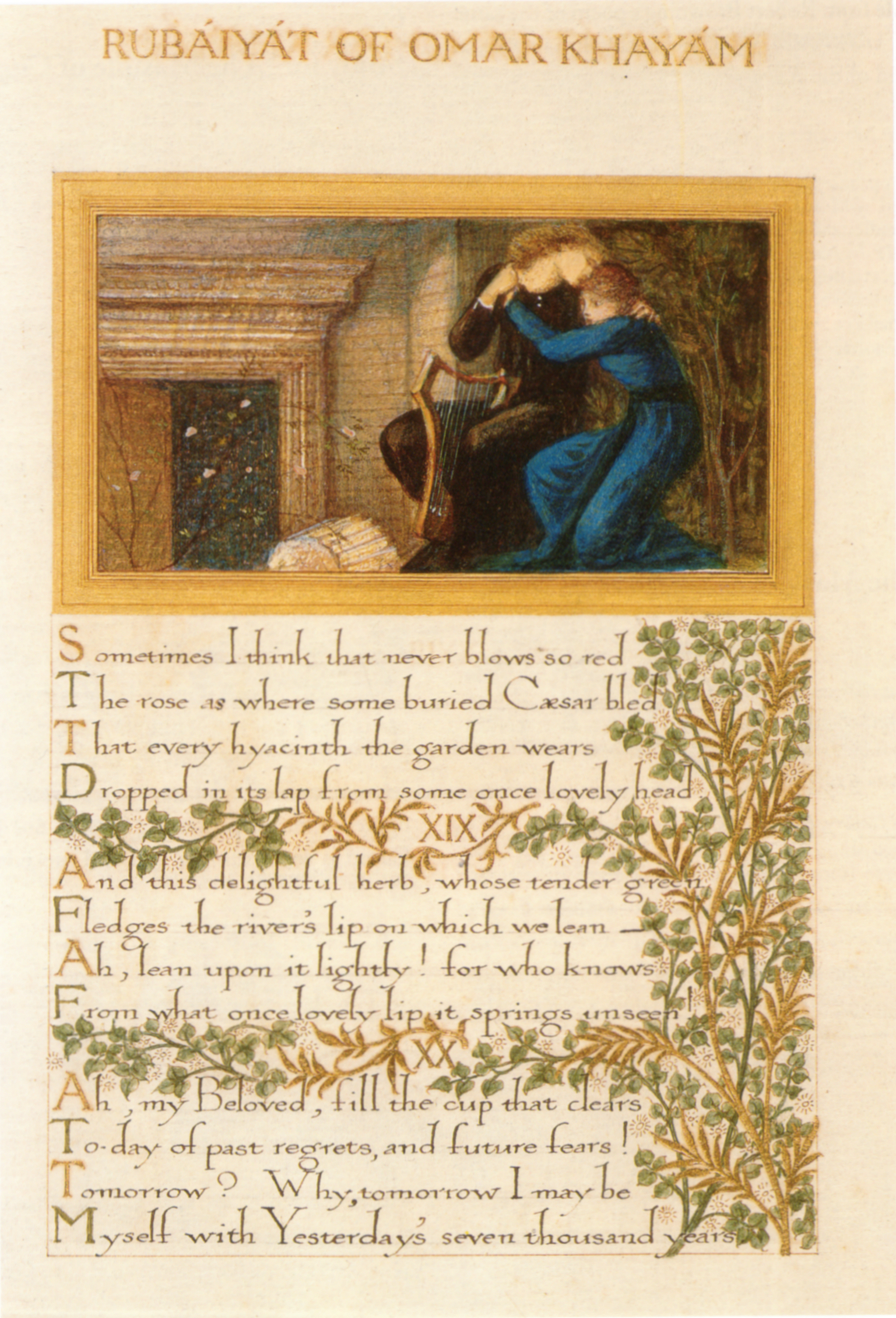
ادوارد بورن-جونز
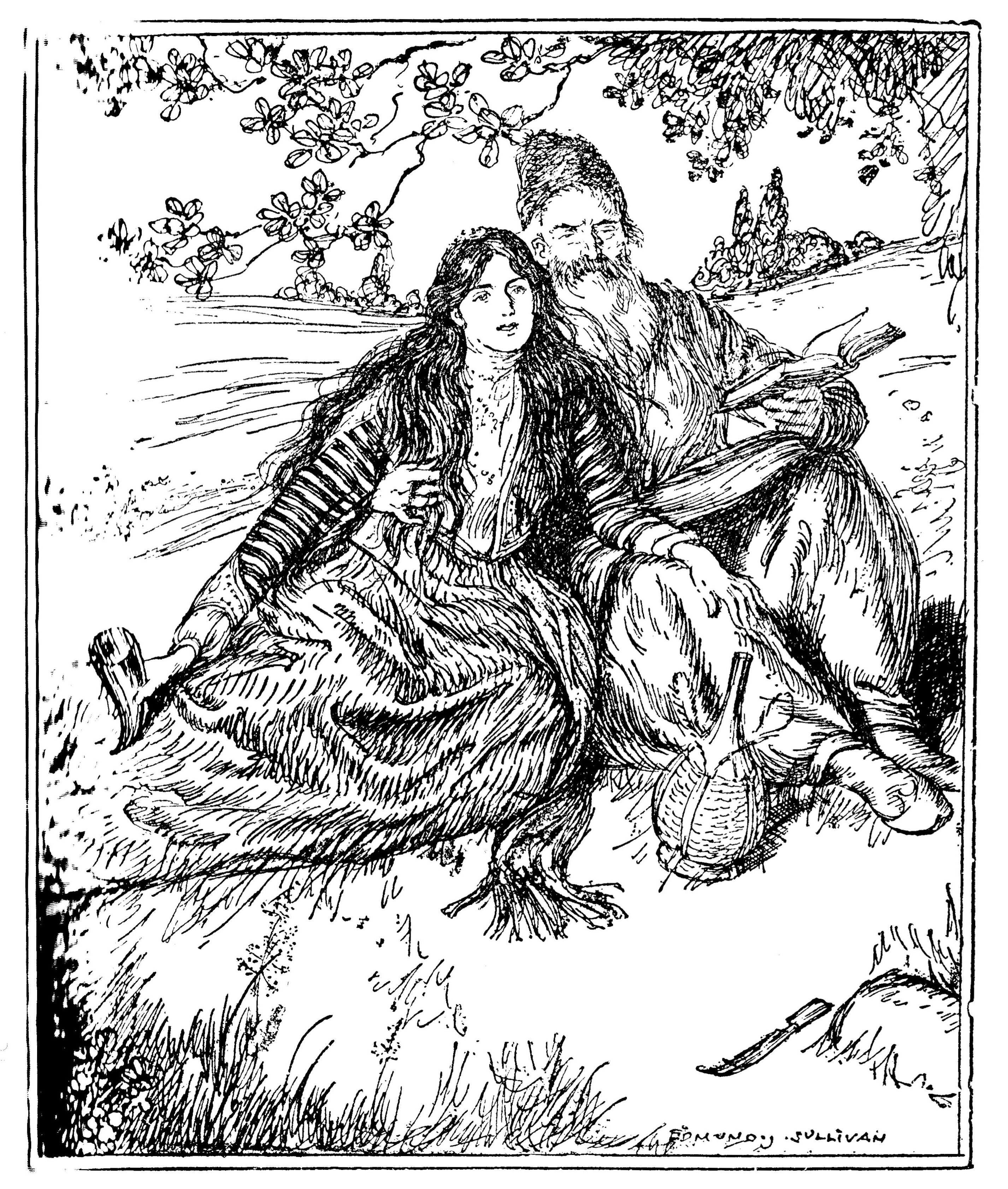
ادموند جوزف سالیوان